# آرتور میلر
آرتور اشر میلر (انگلیسی: Arthur Asher Miller؛ ۱۷ اکتبر ۱۹۱۵ – ۱۰ فوریه ۲۰۰۵) نویسنده، نمایش‌نامه‌نویس و مقاله‌نویس آمریکایی بود. او برنده جایزه پولیتزر برای نمایش‌نامه در ۱۹۴۹ شد.

## زندگی ادبی
میلر با نوشتن تعداد زیادی نمایش‌نامه برای بیشتر از ۶۰ سال نقش برجسته‌ای در ادبیات و سینمای آمریکا داشت. هنگام درگذشت میلر، بسیاری از بزرگان ادبیات و سینما به او ادای احترام کردند و بعضی‌هاشان او را «بزرگ‌ترین نمایشنامه‌نویس آمریکا» خواندند.
معروف‌ترین اثر میلر نمایش‌نامهٔ مرگ فروشنده است که بارها در صحنه‌های مختلف اجرا شده‌است.

## زندگی شخصی

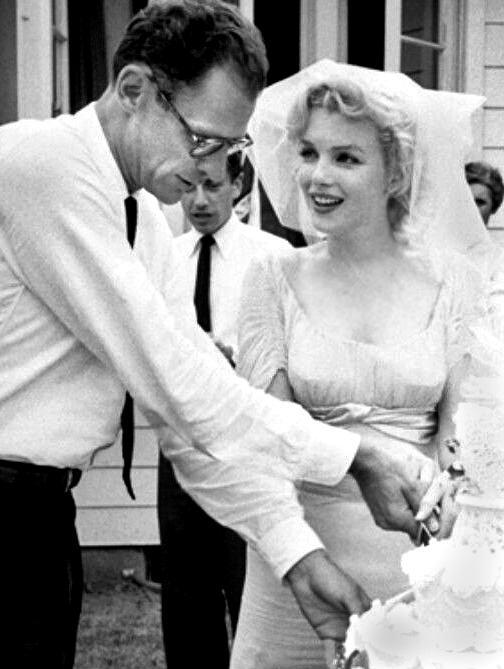
مونرو و میلر در عروسی‌شان در ژوئن ۱۹۵۶

در ژوئن ۱۹۵۶، میلر همسر نخست خود، مری اسلاتری (که در سال ۱۹۴۰ با او ازدواج کرده بود) را ترک کرد. این زوج دو فرزند داشتند، جین (زادهٔ ۱۹۴۴) و رابرت (۱۹۴۷–۲۰۲۲).
بازیگر مریلین مونرو نخستین بار توسط الیا کازان در اوایل دههٔ ۱۹۵۰ به میلر معرفی شد. پس از اکتبر ۱۹۵۵، رابطهٔ میان مونرو و میلر بیشتر جدی شد، هنگامی که طلاق مونرو نهایی شد و میلر به زندگی جدا از زنش پرداخت. استودیو به مونرو اصرار کرد که این رابطه را پایان دهد، زیرا میلر توسط ادارهٔ تحقیقات فدرال به دلیل اتهامات کمونیسم مورد بازجویی قرار گرفته بود و توسط کمیته فعالیت‌های ضدآمریکایی مجلس احضار شده بود، اما مونرو نپذیرفت. این رابطه باعث شد که ادارهٔ تحقیقات فدرال پرونده‌ای برای مونرو باز کند. والتر وینچل بیان کرد: «شناخته‌شده‌ترین ستارهٔ سینمایی بلوند آمریکا، اکنون عزیز روشنفکران چپ شده‌است.»
در ۲۹ ژوئن ۱۹۵۶، مونرو و میلر در دادگاه شهرستان وستچستر در وایت پلینز، نیویورک ازدواج کردند؛ دو روز بعد آن‌ها یک مراسم یهودی در خانهٔ کی براون، وکیل مالکیت ادبی میلر، در واکباک، نیویورک برگزار کردند. با این ازدواج، مونرو به یهودیت گروید، که باعث شد مصر همهٔ فیلم‌هایش را ممنوع کند. یهودیان یک «قوم رانده‌شده» دانسته می‌شدند. مونرو برای این‌که خود را بخشی از خانوادهٔ میلر کند، می‌خواست یهودی شود. او توسط ربی رابرت گلدبرگ آموزش داده شد و در ۱ ژوئیهٔ ۱۹۵۶ به یهودیت گروید. علاقهٔ مونرو به یهودیت در جایگاه یک دین محدود بود: او خودش را یک «خداناباور یهودی» نامید و پس از طلاق از میلر، به غیر از حفظ برخی موارد مذهبی، به این ایمان عمل نکرد. همچنین مصر پس از طلاق نهایی در ۱۹۶۱، ممنوعیت او را برداشت. با توجه به موقعیت مونرو در جایگاه یک نماد سکس و تصور از میلر در جایگاه یک روشنفکر، رسانه‌ها گفتند که این ازدواج یک ناسازگاری است، مثلاً ورایتی در تیترش، این ازدواج را «عروسی ساعت شنی سر تخم‌مرغی» دانست. مونرو و میلر در ژانویهٔ ۱۹۶۱ با یک طلاق مکزیکی رسماً به ازدواج‌شان پایان دادند.
در فوریه ۱۹۶۲، میلر با عکاس اینگه مورات (۱۹۲۳–۲۰۰۲) ازدواج کرد. نخستین فرزند از دو فرزند آن‌ها، ربکا، در ۱۹۶۲ به دنیا آمد. پسرشان دنیل در نوامبر ۱۹۶۶ به دنیا آمد و به نشانگان دان مبتلا بود. میلر برخلاف میل همسرش، او را در بیمارستان بستری کرد؛ نخست در خانه‌ای برای نوزادان در شهر نیویورک، و سپس در مدرسه‌ای آموزشی در کنتیکت. اگرچه مورات اغلب با دنیل ملاقات می‌کرد، میلر هرگز به دیدار او در مدرسه نرفت و به ندرت از او سخن می‌گفت. گفته می‌شود که داماد میلر، بازیگر دنیل دی-لوئیس، اغلب به ملاقات دنیل می‌رفته و میلر را وادار کرده تا با او ملاقات کند.
در دسامبر ۲۰۰۴، میلرِ ۸۹ ساله اعلام کرد که عاشق نقاش مینیمالیست اگنس بارلیِ ۳۴ ساله بوده و از سال ۲۰۰۲ با او زندگی می‌کند و همچنین قصد ازدواج دارند.

## آثار
- همه پسران من (۱۹۴۷)
- مرگ فروشنده (۱۹۴۹)[۱۷]
- چشم‌اندازی از پل (۱۹۵۵)
- خاطره دو دوشنبه (۱۹۵۵)
- بعد از پاییز (۱۹۶۴)
- حادثه در ویشی (۱۹۶۴)
- قیمت (۱۹۶۷)
- نواختن برای زنده ماندن (در ایران: ارکستر زنان آشویتس)
- بوته آزمایش (۱۹۵۳) (در ایران: ساحره سوزان یا جادوگران شهر سِیلم)
- American Clock|مرثیهیی برای یک خانم
- ساعت آمریکایی (۱۹۸۰)